# Prvenstvo Šibenskog nogometnog saveza 1972./73.
Prvenstvo Šibenskog nogometnog saveza (također i kao Prvenstvo Nogometnog saveza općine Šibenik, Liga NSO Šibenik ) je bila liga četvrtog stupnja natjecanja nogometnog prvenstva Jugoslavije u sezoni 1972./73. 
 
Sudjelovalo je devet klubova, a prvak je bio klub "Metalac" iz Šibenika. 

## Ljestvica
| mj. | klub              | ut. | pob. | ner. | por. | gol+ | gol- | bod |
| --- | ----------------- | --- | ---- | ---- | ---- | ---- | ---- | --- |
| 1.  | Metalac Šibenik   | 16  | 12   | 3    | 1    | 81   | 18   | 27  |
| 2.  | Polet Zablaće     | 16  | 12   | 2    | 2    | 50   | 25   | 26  |
| 3.  | Bukovica Kistanje | 16  | 8    | 7    | 1    | 40   | 22   | 23  |
| 4.  | SOŠK Skradin      | 16  | 6    | 5    | 5    | 32   | 34   | 17  |
| 5.  | Vodice            | 16  | 5    | 4    | 7    | 34   | 38   | 14  |
| 6.  | Dom JNA Knin      | 16  | 4    | 4    | 8    | 27   | 37   | 12  |
| 7.  | Aluminij Lozovac  | 16  | 5    | 2    | 9    | 23   | 35   | 12  |
| 8.  | Razvitak Unešić   | 16  | 3    | 3    | 10   | 21   | 52   | 9   |
| 9.  | Mladost Tribunj   | 16  | 1    | 3    | 12   | 13   | 50   | 5   |

- Zablaće danas dio Šibenika

## Rezultatska križaljka
| kratica | klub              | ALU | BUK | DJNA | MET | MLA | POL | RAZ | SOŠK | VOD |
| --- | ----------------- | --- | --- | ---- | --- | --- | --- | --- | ---- | --- |
| ALU | Aluminij Lozovac  |     |     |      |     |     |     |     |      |     |
| BUK | Bukovica Kistanje |     |     |      |     |     |     |     |      |     |
| DJNA | Dom JNA Knin      |     |     |      |     |     |     |     |      |     |
| MET | Metalac Šibenik   |     |     |      |     |     |     |     |      |     |
| MLA | Mladost Tribunj   |     |     |      |     |     |     |     |      |     |
| POL | Polet Zablaće     |     |     |      |     |     |     |     |      |     |
| RAZ | Razvitak Unešić   |     |     |      |     |     |     |     |      |     |
| SOŠK | SOŠK Skradin      |     |     |      |     |     |     |     |      |     |
| VOD | Vodice            |     |     |      |     |     |     |     |      |     |
| |                   |     |     |      |     |     |     |     |      |     |
| podebljan rezultat - utakmice od 1. do 9. kola (1. utakmica između klubova) rezultat normalne debljine - utakmice od 10. do 18. kola (2. utakmica između klubova) rezultat nakošen - nije vidljiv redoslijed odigravanja međusobnih utakmica iz dostupnih izvora rezultat nakošen i smanjen * - iz dostupnih izvora nije uočljiv domaćin susreta prekrižen rezultat - poništena ili brisana utakmica p - utakmica prekinuta 3:0 p.f. / 0:3 p.f. - rezultat 3:0 bez borbe n.i. - nije igrano |                   |     |     |      |     |     |     |     |      |     |

 Izvori: 